# Brianite
La brianite est un minéral phosphaté de formule chimique Na2CaMg(PO4)2. Il a été identifié pour la première fois dans une météorite de fer. Son nom a été donné en l'honneur de Brian Harold Mason (1917-2009), pionnier de la météoritique. Reconnue par l'IMA, elle a comme symbole Bne. Elle est isostructurelle avec la panéthite.
Elle a été signalée pour la première fois sur la météorite de Dayton dans le comté de Montgomery, Ohio en 1966. Elle se forme dans les nodules de phosphate à l'intérieur de la météorite. Elle y est associée à certains minéraux : la panéthite, la whitlockite, l'albite, l'enstatite, la schreibersite, la kamacite, la taenite, le graphite, la sphalérite et la troïlite. Elle a été trouvée sur deux autres météorites, la météorite de Morasko en Pologne et la météorite d'Elga en Sibérie.